# Biocenosi
In ecologia il termine biocenosi (o comunità) deriva dalle parole in lingua greca antica βίος (bíos = vita) e κοινός (koinós = comune), ed indica la comunità delle specie di un ecosistema che vive in un determinato ambiente, o, meglio, in un determinato biotopo (dal greco βίος = vita e τόπος = luogo), cioè un'area in cui le condizioni fisico-chimiche ed ambientali sono costanti. Il biotopo, per le sue caratteristiche, può essere definito come l'unità fondamentale dell'ambiente. L'ecosistema è formato quindi da biocenosi e da biotopo.
Meno usato è il termine biota per descrivere l'insieme della vita vegetale e animale che caratterizzano una certa regione o area (ad esempio biota europeo). Il biota della Terra, nel suo insieme, occupa lo spazio definito biosfera.

## Caratteristiche principali
La biocenosi, come detto, è l'unità biotica fondamentale dell'ecosistema.  I principali biomi (come ad esempio tundra, taiga, foresta temperata, prateria, deserto e foresta tropicale) che ricoprono la superficie terrestre sono caratterizzati da un'associazione biocenosica dominante e caratterizzante il paesaggio.
Tutti i biomi terrestri, con tutti gli organismi che li abitano e l'ambiente nel quale vivono compongono la biosfera.
Da questo punto di vista tutta la biosfera può essere considerata un'unica grande biocenosi.

## Approfondimento

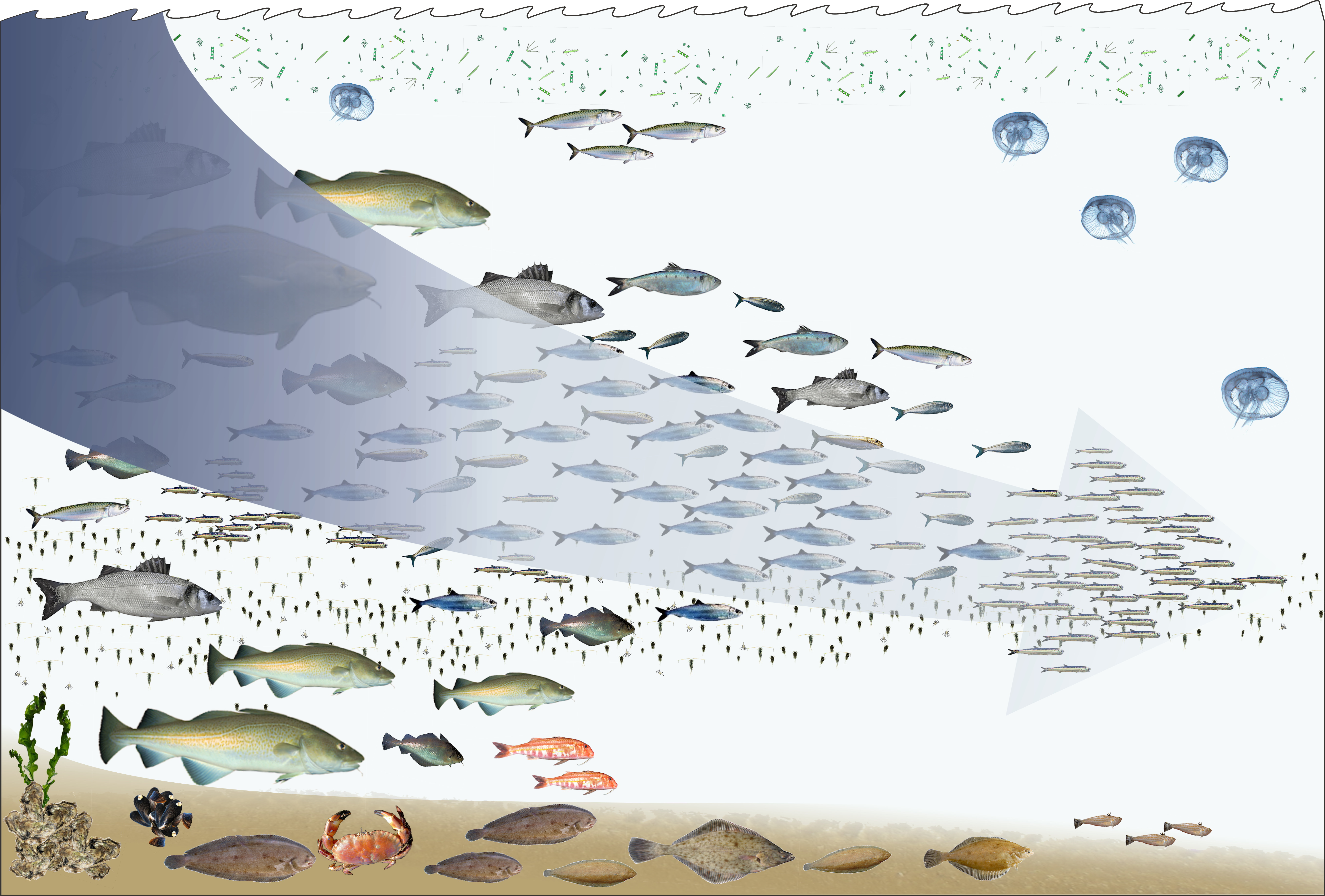
Schema grafico di catena alimentare nel Mare del Nord.

La biocenosi è dunque un insieme di popolazioni di specie diverse che vivono in uno stesso ambiente naturale e fra le quali si vengono a creare dei rapporti di interrelazione e interdipendenza. La comunità ecologica ha delle caratteristiche proprie dette proprietà emergenti, che non si riscontrano a livelli di organizzazione biologica gerarchicamente inferiori (singolo individuo e popolazione).  Tali proprietà sono la diversità specifica, i rapporti di distribuzione delle varie popolazioni e l'organizzazione trofica (rete alimentare e catena alimentare).
Come già detto, la natura di una comunità è strettamente legata all'ambiente in cui vive e poiché l'ambiente è spesso disomogeneo, a causa di variazioni spazio-temporali, anche la comunità presenta variazioni nello spazio e nel tempo.
- La zonazione spaziale è la distinzione tra comunità contigue causata dalle variazioni delle condizioni ambientali nello spazio (ad esempio temperatura ed umidità). In genere le condizioni variano gradualmente e quindi non è quasi mai possibile definire confini netti.  Inoltre molto spesso due comunità sono separate da un ecotono, cioè da una comunità di transione formata da un popolamento misto di specie appartenenti alle due. Più le condizioni ambientali variano bruscamente e più sono netti i confini tra due comunità.
- La zonazione temporale è la distinzione tra comunità determinata da variazioni temporali delle condizioni in uno stesso sito. Questo tipo di zonazione è legata al fenomeno della successione: il susseguirsi della componente biotica nell'ecosistema tramite processi di colonizzazione-estinzione-sostituzione. Alla fine del processo si arriva ad una biocenosi stabile, omeostaticamente regolata, chiamata Climax.

## Esempi
- biocenosi della barriera corallina[1]
- biocenosi delle zone umide[2]
- biocenosi delle aree urbane[3]
- biocenosi bentoniche[4]

## Superclassificazione
| Mundus      | Biota / Vitae / Eobiontes      | Biota / Vitae / Eobiontes      | Biota / Vitae / Eobiontes      | Biota / Vitae / Eobiontes      | Biota / Vitae / Eobiontes      | Biota / Vitae / Eobiontes      | Biota / Vitae / Eobiontes      | Biota / Vitae / Eobiontes      | Biota / Vitae / Eobiontes      | Biota / Vitae / Eobiontes      | Biota / Vitae / Eobiontes      | Biota / Vitae / Eobiontes | Abiotic / Mineralia |
| Arborea     | Terroa / Terrabiota / Geobiota | Terroa / Terrabiota / Geobiota | Terroa / Terrabiota / Geobiota | Terroa / Terrabiota / Geobiota | Terroa / Terrabiota / Geobiota | Terroa / Terrabiota / Geobiota | Terroa / Terrabiota / Geobiota | Terroa / Terrabiota / Geobiota | Terroa / Terrabiota / Geobiota | Terroa / Terrabiota / Geobiota | Terroa / Terrabiota / Geobiota | (Eso-Terroan / Exobiota?) |                     |
| Superimpero | Ribosa                         | Ribosa                         | Ribosa                         | Ribosa                         | Ribosa                         | Ribosa                         | Ribosa                         | Ribosa                         | Ribosa                         | Aribosa                        | Aribosa                        |                           |                     |
| Impero      | Cytota                         | Cytota                         | Cytota                         | Cytota                         | Acytota / Aphanobionta         | Acytota / Aphanobionta         | Acytota / Aphanobionta         | Acytota / Aphanobionta         | Acytota / Aphanobionta         | Xenobiota                      | Prioni                         |                           |                     |
| Dominio     | Eukaryota                      | Eukaryota                      | Prokaryota                     | Prokaryota                     | Virii                          | Virii                          | Virii                          | Phagia                         | Phagia                         |                                |                                |                           |                     |
| ----------- | ------------------------------ | ------------------------------ | ------------------------------ | ------------------------------ | ------------------------------ | ------------------------------ | ------------------------------ | ------------------------------ | ------------------------------ | ------------------------------ | ------------------------------ | ------------------------- | ------------------- |

Legenda:
- Mineralia / Abiotic[5] - fattori non viventi[6] (materia ambientale dell'ecosistema[7])
- Biota / Vitae / Eobiontes[8][9] - fattori viventi (sistemi in uno stato energetico di disequilibrio stazionario in grado di dirigere una serie di reazioni chimiche[10])
  - (Arborea: Exobiota)[11] - eventuale vita extraterrestre[12];
  - Arborea: Terroa / Terrabiota / Geobiota[13] - vita terrestre[14];
    - Aribosa[15] -Organismi biologici non contenenti RNA o DNA, o molecole proteiche capaci di riproduzione[16];
      - Xenoribosa / Xenobiota
      - Prioni;

    - Ribosa[17][18] - viventi basati su RNA o DNA;
      - Acytota / Aphanobionta[19][20] - vita non cellulare[21][22];
        - Virus;
        - Phage

      - Cytota[23] - vita cellulare;
        - Eukaryota;
        - Prokaryota.